# Bulbophyllum ochroleucum
Bulbophyllum ochroleucum là một loài phong lan thuộc chi Bulbophyllum.